# Энциклопедия Чемберсов
Энциклопедия Чемберсов (англ. Chambers’s Encyclopaedia) — энциклопедическое издание, выпускавшееся Робертом и Уильямом Чемберсами и предназначенное для широких народных масс. Первое издание энциклопедии в 10 томах было опубликовано в 1859—1868 гг., второе, дополненное, также в 10 томах — в 1888—1892 гг. Последующие издания выходили уже в XX веке — в 1923—1927 гг., 1935 г., 1950 г. (в 15 томах) и, последнее, в 1966 г.

## «Энциклопедия Чамберсов» и похожие издательские проекты
Как «Британская энциклопедия», «Энциклопедия Чамберсов» издавалась в Шотландии и конкурировала с ней за читательский рынок. Ее выгодным отличием была низкая цена: полный комплект первого издания «Энциклопедии Чемберсов» стоил всего 4 фунта 10 шиллингов, тогда как продававшаяся в это же время «Британская энциклопедия» стоила более 37 фунтов (за все тома).
Предполагается, что под влиянием богато иллюстрированной «Энциклопедии Чемберсов» в 9-е издание «Британской энциклопедии» (1875—1899) было добавлено множество новых иллюстраций по естественной истории.